# Famille de Tinguy
 (août 2024).
 (janvier 2018).
Si vous disposez d'ouvrages ou d'articles de référence ou si vous connaissez des sites web de qualité traitant du thème abordé ici, merci de compléter l'article en donnant les références utiles à sa vérifiabilité et en les liant à la section « Notes et références ».
La famille de Tinguy est une famille subsistante de la noblesse française.
Elle comprend parmi ses membres des officiers, un chef vendéen qui fut gouverneur de l'île de Noirmoutier, des hommes politiques dont un ministre et deux députés, deux conseillers d'État, une historienne.

## Historique
La famille de Tinguy est originaire du Poitou.

## Personnalités
- René de Tinguy (Saint-Fulgent, 17 avril 1750 - château de Noirmoutier, 10 janvier 1794), nommé par François Athanase Charette de La Contrie gouverneur de l'île de Noirmoutier  au nom de Louis XVII, mort fusillé, la langue préalablement arrachée, chevalier de l'ordre royal et militaire de Saint-Louis.
- François Joseph de Tinguy (Saint-Fulgent, 23 janvier 1760 mort en 1833), officier de l'armée royale, ayant combattu lors de la guerre d'indépendance des États-Unis, blessé à Savannah, officier de l'armée des Princes, puis de l'armée de Condé.
- Pierre Alexandre Benjamin de Tinguy du Pouët (Saint-Mars-la-Réorthe, 22 mars 1761 - Bourbon-Vendée, 15 juin 1830), officier dans Bourgogne-infanterie de 1778 à 1791, dans l'armée des Princes puis dans celle de Condé, chef de bataillon, chevalier de l'ordre royal et militaire de Saint-Louis, maire de Saint-Fulgent de 1806 à 1828.
- Charles Louis de Tinguy, (1813-1881), député légitimiste de la Vendée de 1848 à 1851.
- Henry-Louis-Ernest Tinguy de Nesmy (1814-1891). Il fait construire en 1871 le château de Beaupuy à Mouilleron-le-Captif[2].
- Théophile Marie Alphonse de Tinguy de La Giroulière (La Giraudinière 18 avril 1841), zouave pontifical, secrétaire du comité royaliste de la Vendée, conseiller général du canton de Saint-Fulgent de 1880 à 1889.
- Jean de Tinguy du Pouët (1875-1951), conseiller d'État, député de la Vendée de 1919 à 1940, président du Conseil général de la Vendée de 1936 à 1945, maire de Saint-Michel-Mont-Mercure de 1904 à 1945.
- Jean de Tinguy de Vexiau (1895-1987), fils adoptif de Raoul de Vexiau, maire de Réaumur en Vendée de 1929 à 1945[3].
- Joseph de Tinguy (1907-2005), prêtre et poète.
- Lionel de Tinguy du Pouët (1911-1981), conseiller d'État, député, sénateur et conseiller général de la Vendée, ministre, président de l'Association des maires de France, maire de Saint-Michel-Mont-Mercure de 1945 à 1981.
- Armand de Tinguy du Pouët (Paris, 23 mars 1913 - Saint-Étienne-de-Tulmont, 22 février 1991), officier de cavalerie, août 1939 - août 1940 ; résistant dès 1940 ; officier de chars, du débarquement de Provence à l'Autriche, administrateur de sociétés, chevalier de l'ordre national de la Légion d'honneur, Hirtzbach (Haut -Rhin) 20 mars 1945, Silver Star (États-Unis).
- Bernard de Tinguy (1927-2013), membre des forces françaises de l'intérieur (FFI) de la Vendée, combattant de la 1re division de la France libre (1944-1945), volontaire en Indochine (1946-1947), grand invalide de guerre.
- Montfort de Tinguy du Pouët, maire de Saint-Michel-Mont-Mercure de 1981 à 1989, conseiller général du canton de Pouzauges de 1981 à 1994.
- Charles de Tinguy de La Giroulière, directeur de compagnie d'assurances (GAN, Groupama Italie), président de l'Alliance française de Rome.
- Anne de Tinguy (1950), historienne et politologue spécialiste française de la Russie et de l'Ukraine.
- Olivier de Tinguy de La Giroulière, directeur de la société des pétroles SHELL (2000-2004), PDG de la Société du Pipeline Sud Européen SPSE (2004-2014).

### Galerie de portraits

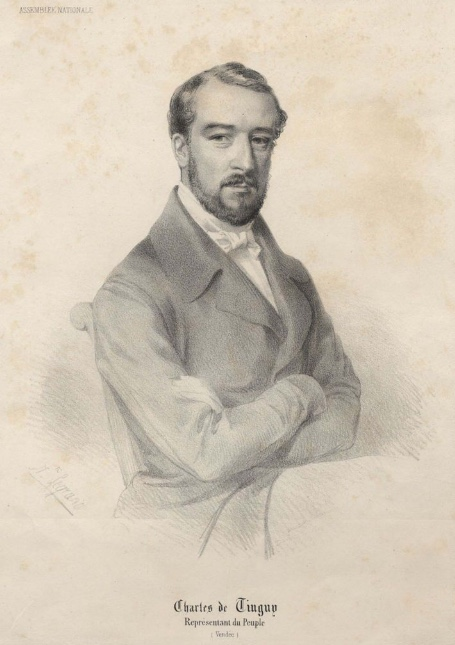
Charles Louis de Tinguy de Nesmy (1813-1881)
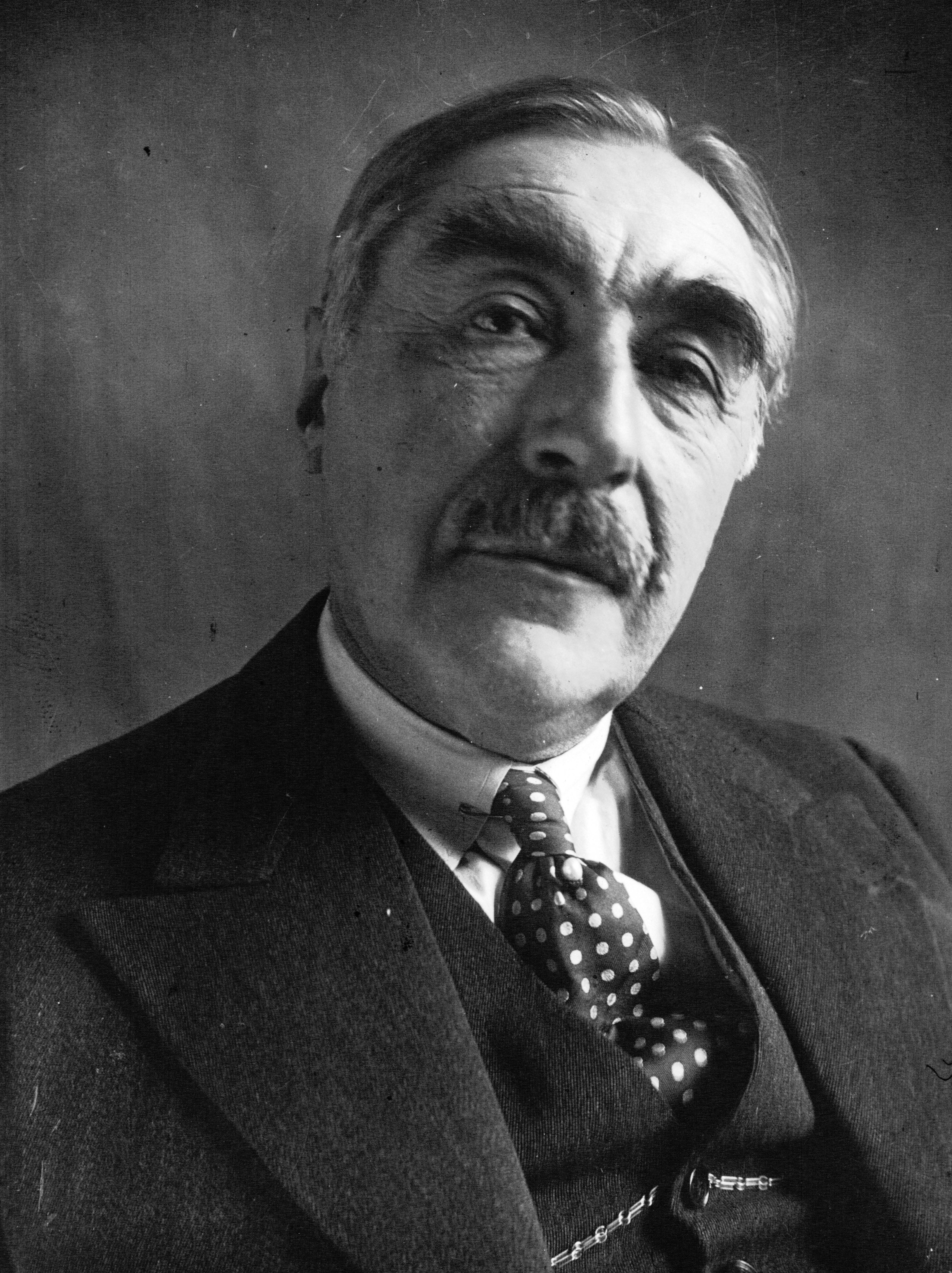
Jean de Tinguy du Pouët (1875-1951).
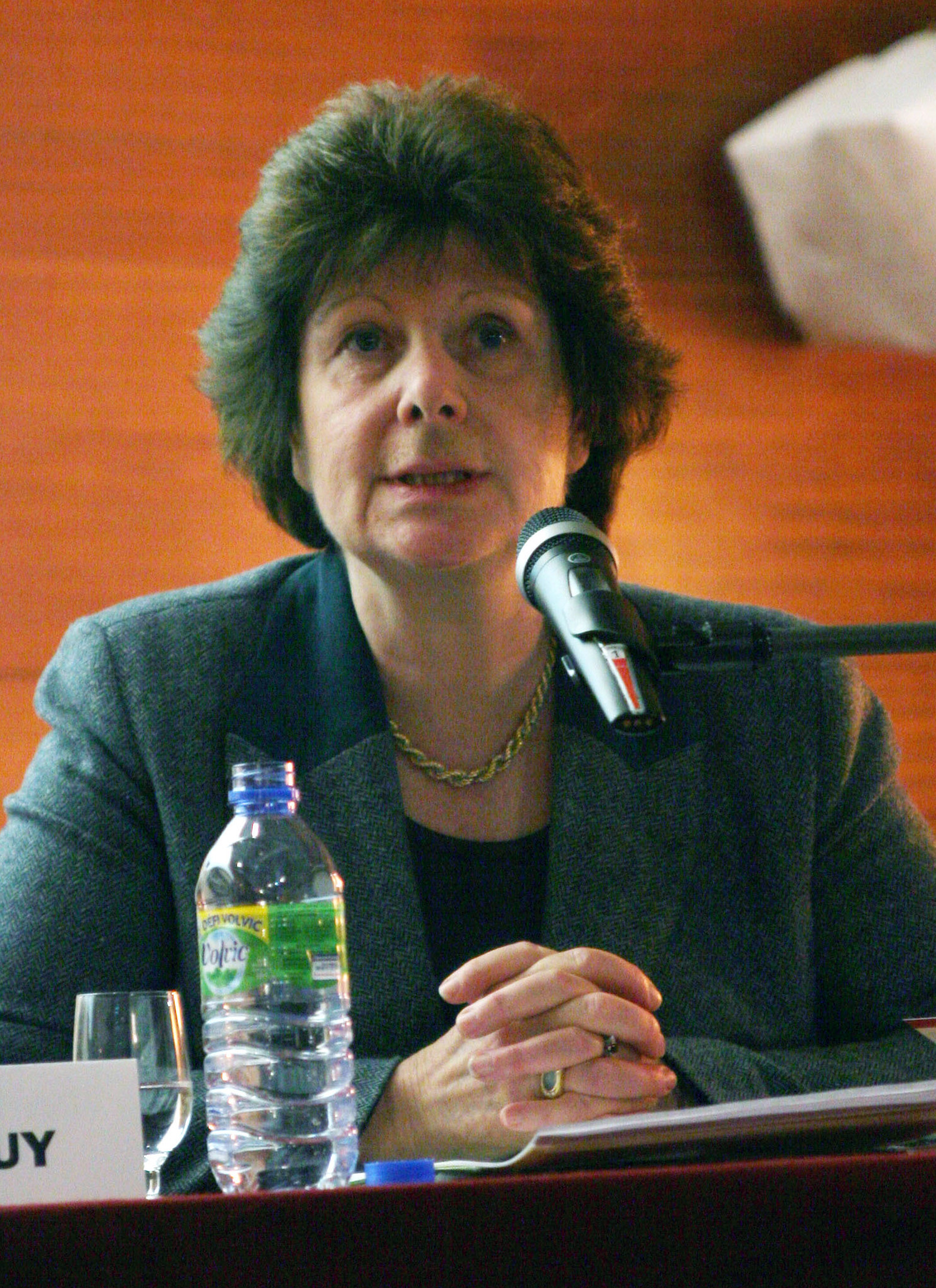
Anne de Tinguy en 2009

## Alliances
La famille de Tinguy s'est alliée notamment aux familles : d'Andigné de Beauregard, de Chabot, de Suzannet, de Buor, de Moulins de Rochefort, Desloge, de Béjarry, de Goué, du Plessis-Mauron de Grenédan, Acquet de Férolles, de Méhérenc de Saint-Pierre, de La Grandière, de Kersauson, de La Roche-Saint-André, Locquet de Grandville, Savary de Beauregard, Servanteau de La Brunière, de Quatrebarbes, Marquet de Vasselot, de Lasteyrie du Saillant, Le Bret, de Lesquen du Plessis Casso, de Rougé, de Mortemart, de Jorna, Majou de La Débutrie, Aubert de Trégomain, de Hillerin de La Touche de Boistissendeau, Mirieu de Labarre, Couespel du Mesnil, Walckenaer.

## Possessions
- Château de Ragheaud, à Saint-Cernin
- Château de Nesmy, à Nesmy
- Château de la Picauderie, à Thouaré-sur-Loire
- Château de La Rabatelière, à La Rabatelière
- Château des Oudairies, à La Roche-sur-Yon
- Château de la Blotière, à Saint-Michel-Mont-Mercure
- Château du Fresne-Chabot, à Nueil-les-Aubiers
- Château du Pé, à Saint-Jean-de-Boiseau
- Château de La Débutrie, à Rochetrejoux
- Château de Beaupuy, à Mouilleron-le-Captif
- Château de la Véquière, à Saint Avaugourd des Landes
- Château de la Débutrie, à Rochetrejoux

## Armes
- Les armes de la famille de Tinguy sont : D'azur à quatre fleurs de lys posées deux et deux.[réf. nécessaire]